# Lý Triệu Tinh
Lý Triệu Tinh (tiếng Trung: 李肇星; bính âm: Lǐ Zhàoxīng; sinh 20 tháng 10 năm 1940) là Bộ trưởng Ngoại giao thứ 9 của nước Cộng hòa Nhân dân Trung Hoa từ năm 2003 đến năm 2007.
Ông sinh ở Thanh Đảo, tỉnh Sơn Đông và tốt nghiệp Đại học Bắc Kinh năm 1964. Ông làm nhà ngoại giao ở châu Phi trước khi làm Trợ lý Bộ trưởng ngoại giao năm 1990, Thứ trưởng ngoại giao năm 1995, Đại sứ tại Hoa Kỳ năm 1998, Bộ trưởng ngoại giao năm 2003, từng là Phát ngôn viên Quốc hội Trung quốc. Ông có một con trai.